# Heusden-Zolder
Heusden-Zolder este o comună din regiunea Flandra din Belgia. Comuna este formată din localitățile Heusden și Zolder. Suprafața totală a comunei este de 53,23 km². La 1 ianuarie 2008 comuna avea o populație totală de 31.278 locuitori. 
Circuitul Zolder pe care s-a desfășurat Marele Premiu de Formula 1 al Belgiei de 10 ori în deceniile 1970 și 1980 se află pe teritoriul comunei. Circuitul este cunoscut datorită decesului în urma unui accident a lui Gilles Villeneuve în 1982. 

## Localități înfrățite
- Germania: Bad Arolsen;
- Germania: Brilon;
- Franța: Hesdin;
- Turcia: Erdek;
- Belgia: Saint-Hubert.

1. ↑  Crossroad Bank of Enterprises, accesat în 24 iulie 2023